# Socialistas independentes (França)
Os socialistas independentes (SI) formaram um movimento reformista no socialismo francês, particularmente durante a Terceira República Francesa, das décadas de 1880 a 1940.

## Histórico
"Socialistas independentes" eram, inicialmente, socialistas que não desejavam filiar-se a nenhum dos partidos políticos socialistas então existentes. Especificamente, estes incluíam certas federações locais ou departamentais, bem como autoridades eleitas, notadamente membros do parlamento.
A posição dos socialistas independentes foi gradualmente caracterizada por dois elementos principais: um forte compromisso com a independência dos políticos eleitos, derivando sua legitimidade de seus eleitores e uma confiança na ação parlamentar. Seus membros mais conhecidos foram Alexandre Millerand, Jean Jaurès, René Viviani e Aristide Briand. O movimento oscilou entre o socialismo, o radicalismo e o jacobinismo.
Em abril de 1905, a "Seção Francesa da Internacional Operária (SFIO)" foi criada pela união de todas as tendências socialistas já parcialmente agrupadas no "Partido Socialista Francês (PSF)" e no "Partido Socialista da França (PSdF)". No entanto, alguns socialistas independentes que não desejavam aderir a SFIO reagruparam-se e reconstituíram o "Partido Socialista (PS)". Este partido socialista autônomo, comprometido com a República e hostil à "ação direta" dos trabalhadores, tornou-se posteriormente o "Partido Republicano-Socialista (PRS)".